# Volvo T 41-43
Volvo T 41-43 var en traktor som tillverkades 1943-1950 av Volvo i Göteborg. Modellen kom till genom ett samarbete med Bolinder-Munktell och den var delvis identisk med Bolinder-Munktell BM 20. Den största skillnaden var motorn, där Volvo använde olika varianter av sin egen A 4-motor. Det var en fyrcylindrig fyrtaktsmotor utvecklad ur den sexcylindriga lastbilsmotorn Volvo FA. Den första versionen av traktorn var T 41 med gengasdriven motor. Efter andra världskrigets slut 1945 lanserades T 42 med fotogendrift. Året efter kom den slutliga versionen, T 43, med hesselmanmotor för råolja (dåtidens namn för dieselolja). Totalt tillverkades 2 500 av dessa modellen fram till 1950. Volvo hade sedan ingen traktor i denna storleksklass förrän T 55 lanserades 1953.

## Tekniska data Volvo T 41
Motor:
- Beteckning: Volvo A 4 G
- Typ: Fyrcylindrig fyrtakts ottomotor
- Bränsle: Gengas
- Cylindervolym: 4,48 l
- Max effekt: 40 hk

Transmission:
- Växlar: 5 fram, 1 back
- Drivning: Bakhjulsdrift

Produktion
- Tillverkningsår: 1943-1946
- Antal tillverkade: 500

## Tekniska data Volvo T 42
Motor:
- Beteckning: Volvo A 4 F
- Typ: Fyrcylindrig fyrtakts ottomotor med förgasare
- Bränsle: Fotogen
- Cylindervolym: 4,48 l
- Max effekt: 48 hk

Transmission:
- Växlar: 5 fram, 1 back
- Drivning: Bakhjulsdrift

Produktion
- Tillverkningsår: 1945-1947
- Antal tillverkade: 400

## Tekniska data Volvo T 43
Motor:
- Beteckning: Volvo A 4 H
- Typ: Fyrcylindrig fyrtakts hesselmanmotor
- Bränsle: Råolja (diesel)
- Cylindervolym: 4,48 l
- Max effekt: 48 hk

Transmission:
- Växlar: 5 fram, 1 back
- Drivning: Bakhjulsdrift

Produktion
- Tillverkningsår: 1946-1950
- Antal tillverkade: 1 600